# Кубок Германии по футболу 2016/2017
Кубок Германии по футболу 2016/2017 — 74-й розыгрыш Кубка Германии по футболу (нем. DFB-Pokal).
Финал Кубка Германии сезона 2016/17 проходил на Олимпийском стадионе в Берлине между «Боруссией» (Дортмунд) и «Айнтрахтом» (Франкфурт), победу одержала «Боруссия» со счетом 2:1.

## Клубы-участники
Всего в розыгрыше турнира принимало участие 64 клуба:
| Бундеслига 18 клубов сезона 2015/16 | Вторая Бундеслига 18 клубов сезона 2015/16 | Третья лига 4 лучших клуба сезона 2015/16 |
| - Айнтрахт (Франкфурт) - Аугсбург - Бавария (Мюнхен) - Байер 04 - Боруссия (Дортмунд) - Боруссия (Мёнхенгладбах) - Вердер - Вольфсбург - Гамбург - Ганновер 96 - Герта (Берлин) - Дармштадт 98 - Ингольштадт 04 - Кёльн - Майнц 05 - Хоффенхайм - Шальке 04 - Штутгарт | - Айнтрахт (Брауншвейг) - Арминия (Билефельд) - Бохум - Гройтер - Дуйсбург - Зандхаузен - Кайзерслаутерн - Карлсруэ - Мюнхен 1860 - Нюрнберг - Падерборн 07 - РБ Лейпциг - Санкт-Паули - Унион (Берлин) - Фортуна (Дюссельдорф) - Фрайбург - Франкфурт - Хайденхайм | - Динамо (Дрезден) - Эрцгебирге - Вюрцбургер Киккерс - Магдебург |
| Представители региональных ассоциаций 24 представителя 21 региональной ассоциации, входящей в Немецкий футбольный союз | | |
| - Бавария Унтерхахинг Ян - Баден Астория (Вальдорф) - Берлин Пройссен (Берлин) - Бранденбург Бабельсберг 03 - Бремен Бремер - Вестфалия Ваттеншайд 09 Шпортфройнде (Лотте) - Вюртемберг Равенсбург                                                                     | - Гамбург Айнтрахт (Нордерштедт) - Гессен Киккерс (Оффенбах) - Мекленбург-Передняя Померания Ганза - Нижний Рейн Рот-Вайсс (Эссен) - Нижняя Саксония Дрохтерзен/Ассель Германия (Эгесдорф/Лангредер) - Рейнская область Айнтрахт (Трир) - Саар Хомбург              | - Саксония Цвиккау - Саксония-Анхальт Галлешер - Средний Рейн Виктория (Кёльн) - Тюрингия Карл Цейсс - Шлезвиг-Гольштейн Любек - Юго-Запад Хауэнштайн - Южный Баден Филлинген |

## Расписание
- Раунд 1: 19-22 августа 2016 года
- Раунд 2: 25-26 октября 2016 года
- 1/8 финала: 7-8 февраля 2017 года
- 1/4 финала: 28 февраля - 1 марта 2017 года
- 1/2 финала: 25-26 апреля 2017 года
- Финал: 27 мая 2017 года

## Матчи

### Финал
| Айнтрахт (Франкфурт) | 1:2     | Боруссия (Дортмунд)                                  |
| -------------------- | ------- | ---------------------------------------------------- |
| Ребич 29′            | (отчёт) | - Усман Дембеле 8′ - Пьер-Эмерик Обамеянг 67′ (пен.) |

## Бомбардиры
Лучшим бомбардиром розыгрыша стал нападающий мюнхенской «Баварии» Роберт Левандовский, забивший пять голов.
| # | Игрок               | Клуб         | Голы |
| - | ------------------- | ------------ | ---- |
| 1 | Роберт Левандовский | Бавария      | 5    |
| 2 | Мартин Харник       | Ганновер 96  | 4    |
| 2 | Бобби Вуд           | Гамбург      | 4    |
| 4 | Антонио Чолак       | Дармштадт 98 | 3    |
| 4 | Винченцо Грифо      | Фрайбург     | 3    |
| 4 | Феликс Клаус        | Ганновер 96  | 3    |
| 4 | Евгений Коноплянка  | Шальке 04    | 3    |
| 4 | Андрей Крамарич     | Хоффенхайм   | 3    |